# Zasolenie gleb

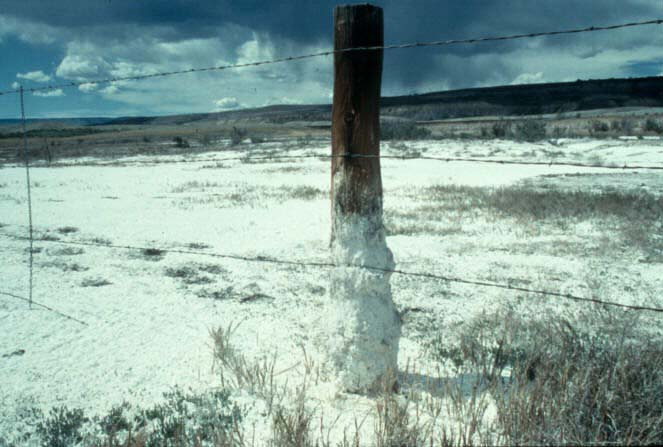
Widoczne wypiętrzenie się sól na powierzchnię gleby oraz sól odłożona na drewnianym słupie (Kolorado, zdjęcie z 2008 roku)

Zasolenie gleb – udział zawartości soli w glebie. Zasolenie może być spowodowane naturalnymi procesami, takimi jak wietrzenie minerałów, ruch wód gruntowych i stopniowe wycofywanie się oceanu, lub powstać w wyniku sztucznych procesów, takich jak nawadnianie i używanie soli drogowej. Zasolenie gleby mierzy się za pomocą pomiarów przewodnictwa elektrycznego. Zasolenie można badać również, analizując pH gleby.
Sole występują naturalnie w glebie oraz w wodzie. W głównej mierze w zasoleniu udział biorą: sód, potas, magnez czy chlor. Zawartość soli decyduje o istnieniu trzech rodzajów gleb: solnych, solno-sodowych i sodowych. Każdy rodzaj gleby ma unikalne właściwości, które wymagają specjalnego zarządzania.
Ma wpływ na kondycję gleb oraz rozwój flory, m.in. zmniejszając potencjał osmotyczny roztworu glebowego. W niektórych regionach o klimacie śródziemnomorskim, takich jak Kalifornia, zasolenie gleby występuje jedynie sezonowo. Latem zawartość wzrasta, zaś zimowe deszcze wypłukują sól, zasolenie spada, a wczesną wiosną osiąga najniższy poziom. Gradienty zasolenia wpływają na rozmieszczenie gatunków, szczególnie w przypadku roślin wrażliwych na zasolenie. Sole w glebie oddziałują na rośliny, zmniejszając dostępność wody, a wysokie zasolenie jest uważane za fizjologiczną suszę. Szkodliwość zasolenia dla roślin można ograniczać poprzez aplikację hormonów roślinnych. Jednym z nich jest egzogenna melatonina. Badania prowadzone na sałacie rosnącej w warunkach zasolenia gleby w Egipcie wykazały, że stosowanie melatoniny znacznie łagodzi szkodliwe skutki zasolenia. Aplikacja dolistna zwiększa liczbę liści, ich powierzchnię, zwiększa świeżą masę oraz zawartość chlorofilu A i chlorofilu b, oraz zawartość karotenoidów porównaniu z roślinami nietraktowanymi melatoniną.

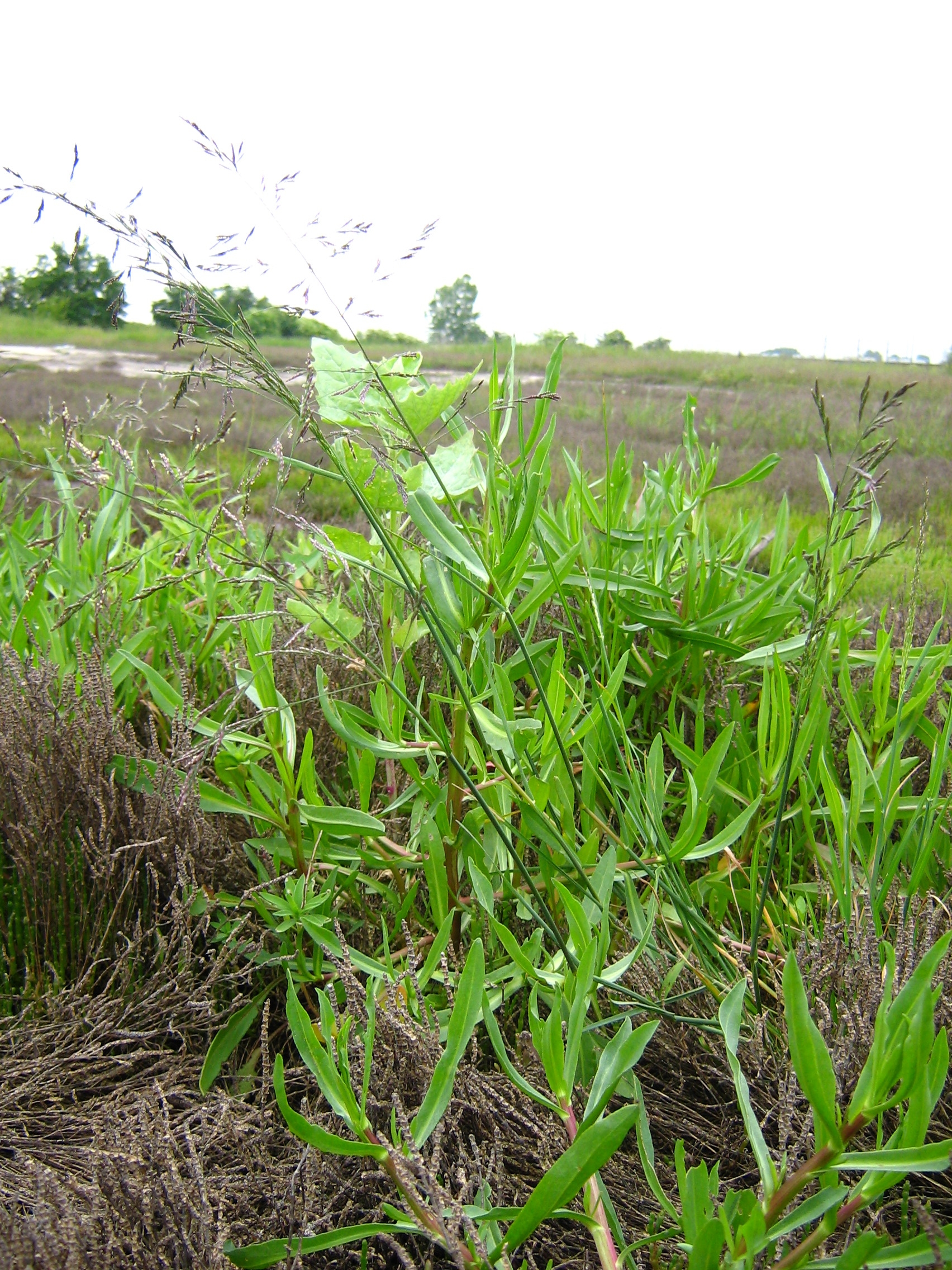
Aster solny, jeden z przykładów halofitów, rosnący na glebie sodowej (Okolice Inowrocławia, 2009)

Działania ludzkie mogą wpływać na zwiększenie soli w wodzie do nawadniania. Odpowiednie zarządzanie nawadnianiem może zapobiegać gromadzeniu się sól w wodach. Przykład nieodpowiedniego zarządzania zasoleniem wód miał miejsce w Egipcie w 1970 roku, kiedy zbudowano Wielką Tamę na rzece Nil w okolicach miasta Asuan. Zmiana poziomu wód gruntowych przed budową umożliwiła erozję gleby, która doprowadziła do wysokiego stężenia soli w wodzie. Uważa się, iż może to wpłynąć na możliwości demograficzne części Afryki, powodując niezdatność do zamieszkania z braku wody pitnej oraz niezdatności do prowadzenia upraw. 
Zasolenie może wzrastać także wokół ośrodków miejskich oraz produkcyjnych, na co wpływać może m.in.:Oprowadzanie ścieków komunalnych, woda odprowadzana z elektrowni, nawadnianie parków czy składowane materiały budowlane. 
Procesem mającym na celu zmniejszenie zawartości soli w glebach jest m.in. odsalanie, którego skutkiem jest wzrost żyzności gleb uprawnych lub pozyskiwanie wód pitnych w regionach o małej ilości słodkiej wody, których rozwój technologiczny pozwala na optymalne odsalanie nowoczesnymi metodami. Za pioniera tej technologii uznawane są Zjednoczone Emiraty Arabskie.  

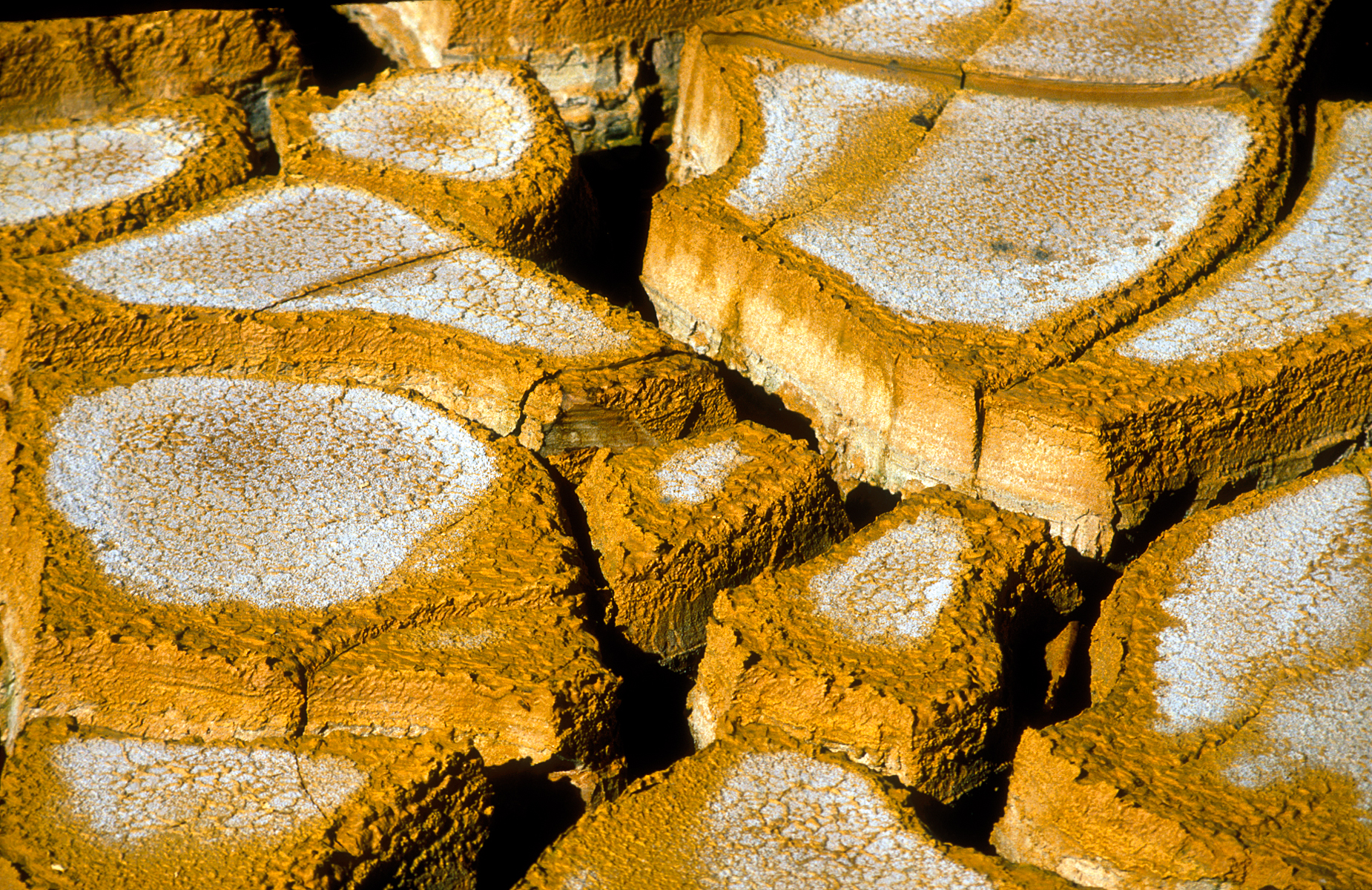
Gromadzenie się soli na suchym dnie tamy kopalni (Adelaide, Australia, 1992)